# Marielyst
Marielyst is een plaats in de Deense regio Seeland, gemeente Guldborgsund. De plaats telt 744 inwoners (2019).
Marielyst is als badplaats populair onder toeristen. In de zomerperiode stijgt het inwoneraantal van Marielyst en de aangrenzende dorpjes als Bøtø By tot zo'n 50.000. In 2011 is het Marielyst Strand uitgeroepen tot beste strand van Denemarken.

## Geschiedenis
In 1906 werden twee boerderijen omgebouwd tot badhotel. Een van de twee boerderijen heette Marielyst en deze gaf haar naam aan het latere dorp. De eerste zomerhuizen werden gebouwd door inwoners van Kopenhagen, maar vanaf de jaren 20 begonnen ook de lokale inwoners met de bouw van zomerhuisjes. De eerste winkel vestigde er zich in 1919. 
Rond 1940 telde Marielyst zo'n 500 tot 600 zomerhuisjes, van zowel particulieren als organisaties. Na een bouwstop tijdens de Tweede Wereldoorlog ontwikkelde Marielyst zich snel, vooral in de jaren 60 en 70. Begin 21 eeuw zijn er ruim 6.000 vakantiewoningen.